# Club Diana
Club Diana, tot en met 2014 Sauna Diana, was een luxe seksclub in de Noord-Brabantse plaats Zundert. Sauna Diana werd in 1978 opgericht door het echtpaar Corrie en Frans Siemons. Het kreeg in de jaren 1980 en 1990 bekendheid als sponsor van een amateurwielerploeg en via de aanwezigheid van hun ploegbus in de Tour de France. Sauna Diana stopte in 1997 met haar activiteiten in de wielersport.

## Dubbeldekker: 1980-heden
Het echtpaar Siemons had drie zonen, Jan en de tweeling Marc (vader van Vera Siemons) en Ruud, die alle drie lid werden van de 'Zundertse wielervereniging'. Omdat Jan, Marc en Ruud zich na een wielerwedstrijd altijd op straat moesten omkleden, bedachten Corrie en Frans een oplossing. Ze bouwden een Engelse dubbeldeksbus om tot wielerbus waarin de junioren van de vereniging zich na de wedstrijd konden douchen en omkleden, en waarin ook gekookt kon worden. Dit in een tijd waarin professionele wielrenners zich na een wedstrijd nog moeten behelpen met een washandje in de auto van de ploegleider. Behalve het leveren van een bus, waar de jeugdteams van de wielerclub meerdere jaren plezier van had, werd Sauna Diana vanaf 1981 ook hoofdsponsor van de lokale vereniging.
De dubbeldeksbus zou tot eind jaren 1980 bij wielerwedstrijden gebruikt worden, maar bleef daarna in de familie. Naar aanleiding van de start van de Tour de France 2015 in Utrecht werd de bus in Het Spoorwegmuseum tentoongesteld.

## Amateurploeg "Sauna Diana": 1986-1990
In 1986 kreeg Sauna Diana toestemming van de KNWU om vanaf het jaar erop een amateurploeg op te zetten. Piet Liebregts zou aantreden als technisch directeur, maar trok zich nog voor de start van het seizoen terug. Zijn plaatsvervanger werd Fré Bos. De amateurploeg participeerde zowel in nationale als internationale wedstrijden, waaronder de Tour de Trump in Amerika in 1989, waar Sauna-Diana-renner Eddy Bouwmans zich bij de profploegen in de kijker weet te fietsen.
De amateurwielerploeg hield in 1991 op te bestaan.

## Touringcar "Sauna Diana": ±1990-1997
In 1986 verruilde zoon Jan het amateurwielrennen voor het professioneel wielrennen. Enkele jaren later schafte de familie een grote touringcar aan om mee te rijden naar internationale wedstrijden. In 1990 was zoon Marc inmiddels ook professioneel wielrenner. Zoon Ruud behaalde geen professionele wielercarrière. Voor een aantal jaren was hij advocaat. Aanvankelijk werd de bus alleen gebruikt als verblijfplaats voor het gezin Siemons, later werd het gezin met bus en al als verzorgingsbus ingehuurd door verschillende ploegen, zoals in 1991 door de TVM-ploeg waar zoon Jan op dat moment voor fietste, en in 1993 en 1994 door GB-MG en Technogym. De gesponsorde Sauna Diana-bus (met schaars geklede vrouwen als bestickering) werd een begrip in de Tour de France en zou nog tot 1997 meerijden.
Het gemak van meereizende verzorging vond navolging. Veel ploegen zagen de meerwaarde en investeerden later in eigen bussen.

## Opheffing van de club (2022)
Na geen opbrengsten door de Coronapandemie en vervolgens stijgende kosten door de Energiecrisis was er zakelijk gezien geen toekomst meer voor de club. Ook speelde mee dat de vrouwen in deze branche steeds meer de voorkeur begonnen te geven aan werk in de illegaliteit. Gedacht werd om het bedrijfspand als investering te verbouwen tot een appartementencomplex. 